# 王肇林
王肇林（1512年—？年），字梅芳，號小溟，山東萊州府掖縣人，明朝政治人物。

## 生平
嘉靖三十一年（1552年）壬子科山東鄉試第一名舉人，嘉靖四十四年（1565年）乙丑科第三甲第三百一十四名進士。吏部观政，隆慶二年（1568年）授刑部主事，三年告病。五年復除本部，万历元年（1573年）升员外，二年升郎中，三年降泽州同知，四年升松江府通判，六年升顺德府同知，八年降三级调用。

## 遺跡
萊州城內曾有“解元进士坊”。

## 家族
曾祖王喆，壽官；祖王聰，上林苑監錄事；父王都，府同知；母張氏。永感下，妻朱氏，繼妻李氏；兄上林（教授）；文林（長史）；儒林（訓導）。